# Los Panchos
Los Panchos (conocidos también como Trío Los Panchos) fue un trío musical romántico internacional formado por los mexicanos Chucho Navarro, Alfredo Gil y el puertorriqueño Hernando Avilés en la década de los 40 en Ciudad de México. Se les considera como uno de los mejores tríos musicales y uno de los conjuntos de artistas hispanoamericanos más influyentes de todos los tiempos, habiendo sido populares en todo el mundo. Han celebrado conciertos durante más de 70 años y han aparecido en más de 50 películas. El creador de ese gran trío fue Alfredo Gil; Avilés se encontró con el dúo Los Panchos, se unió a ellos y así se formó el trío.

## Historia
El Trío Los Panchos se formó en Nueva York en 1944, donde los mexicanos Alfredo Gil, más conocido como El Güero Gil, y José de Jesús Navarro Moreno, más conocido como Chucho Navarro, junto al puertorriqueño Herminio Avilés Negrón, de nombre artístico Hernando Avilés, decidieron unir sus talentos e innovar el género de los tríos cantando a tres voces y tres guitarras. Tiempo más tarde, Avilés y Navarro tocaban la guitarra y Gil el requinto que el mismo inventó. Se iniciaron en el ambiente artístico el 14 de mayo de 1944 al presentarse en el Hispanic Theatre de Nueva York interpretando música ranchera mexicana con gran éxito, lo que pronto los llevó a grabar su primer disco aun en 1944, para el sello Coda, titulado Mexicantos, con siete temas de música mexicana y el bolero «Hasta mañana», el mismo que les abrió las puertas hacia este género musical con el cual se los identifica en todo el mundo.
Con la compañía discográfica SEECO grabaron 4 temas en 1944 que se comercializó como "Ecos de México".
En 1945 grabaron una colaboración de 3 canciones con la Orquesta Viva América de (Alfredo Antonini - Director de orquesta) con el acordeonista John Serry Sr. para Pilotone Records en un álbum discográfico llamado "Music of the Americas" (Catálogo # 45 5067, # 45 5069). Los temas fueron "La palma", "Allá en el rancho grande" y "Desde que te fuiste".
Los Panchos ganaron fama internacional tras firmar con Columbia Records (hoy parte del consorcio Sony BMG) con sus boleros románticos, especialmente en América Hispana, donde en el comienzo de la segunda parte del siglo XX seguían siendo honrados como uno de los tríos más famosos de todos los tiempos. Ahí grabaron varios de sus más grandes éxitos, como "Sin ti", "Rayito de luna", "Un siglo de ausencia", "Me voy pa'l pueblo" entre muchas otras. 
Vendieron millones de copias de sus discos de 78 RPM y álbumes LP a unos pocos años de su fundación.
En 1946, el excepcional virtuosismo y autenticidad del trío atrajo la atención de Edmund Chester, vicepresidente de la Cadena de Las Américas (Network of the Americas) de CBS Radio. Los Panchos fue inmediatamente invitados a actuar como "embajadores musicales" en el programa Viva América de la radio para apoyar la diplomacia cultural para Voice of America en veinte países de Hispanoamérica. Durante estas actuaciones también colaboraron con la vocalista Manolita Arriola.
A partir de 1949 se establecen en México grabando muchos de sus grandes éxitos y regrabando algunos temas hechos con Coda, Pilotone o Seeco.
En 1951, cuando Hernando Avilés abandonó el grupo, inmediatamente Gil y Navarro convocaron a una audición a varios aspirantes, la cual ganó el músico y cantante boliviano Raúl Shaw Boutier, posteriormente conocido como Raúl Shaw Moreno, quien apenas se iniciaba en el ambiente artístico. Shaw Moreno solo duró unos nueve meses con la agrupación, ya que su voz, más pastosa y fuerte que la de Avilés, no terminó de gustar al público.
Tras esa crisis, Los Panchos continuaron con su carrera marcada por sus siete primeras voces, e intervinieron también aproximadamente en cincuenta películas a lo largo de su trayectoria. Durante este tiempo, el lugar de primera voz fue ocupado por artistas como los puertorriqueños Julio Rodríguez Reyes y Johnny Albino; los mexicanos Enrique Cáceres Méndez, Ovidio Hernández Gómez y Rafael Basurto Lara.
En 1964, CBS propuso a los integrantes del trío, entonces conformado por los dos integrantes fundadores y Johnny Albino, el acompañar por primera vez a una voz femenina. Se trataba de la vocalista estadounidense de ascendencia judeoespañola Eydie Gormé, quien tenía varios años de trayectoria discográfica en los Estados Unidos y que recién empezaba a grabar en idioma español. De la colaboración entre Gormé y Los Panchos, además de los músicos acompañantes, nació el álbum Great Love Songs In Spanish (titulado Amor, en español). El éxito de este intento hizo que la CBS los reuniera nuevamente para grabar los álbumes Cuatro Vidas y Blanca Navidad.
Hacia 1970, a propuesta de la filial mexicana de CBS Columbia, Los Panchos, con ayuda de la tecnología de audio, fueron convocados a un estudio de grabación para acoplar sus voces y guitarras y los sonidos de mariachis a la voz de Javier Solís en un álbum denominado Dos ídolos cantando juntos, el cual se convirtió en la primera reconstrucción técnica post mortem de la música de Solís y que no fue desvinculado del género del bolero ranchero. Este álbum precedería a uno dedicado a la música ranchera mexicana. Después de esto, Los Panchos volvieron a colaborar con vocalistas femeninas como acompañantes. Es el caso de los LP grabados junto a la italiana Gigliola Cinquetti, las cantantes argentinas Estela Raval y María Martha Serra Lima y la española Mari Trini, con quienes se cerró esta etapa.
En los años noventa grabaron en España, con Sony Music, los discos Los Panchos Hoy y Los Panchos a su manera, que recibieron discos de oro y de platino. Fueron los últimos discos que grabó el fundador Chucho Navarro, junto con Gabi Vargas y Rafael Basurto.
Después de 49 años de carrera, el Trío Los Panchos ha dejado un legado de aproximadamente 1122 canciones, sin contar grabaciones o transmisiones radiofónicas, presentaciones en TV, además de haber grabado en diferentes idiomas además del español, como inglés, japonés, árabe, tagalo, griego e italiano y de haber incursionado en diversos géneros musicales, como el tango, el country, el vals peruano, el pasillo, el son, la rumba, el mambo, la guaracha, el chachachá, el joropo, el merengue, la clave, la guarania, la galopa, el blues, la cueca y el pasaje venezolano.

## Integrantes fundadores
Los tres fundadores del trío fueron:
- Chucho Navarro: su nombre fue José de Jesús Navarro Moreno, fue miembro fundador del trío. Fue responsable de la segunda voz, guitarra y conducción desde 1944 hasta su muerte en 1993. Nació en Irapuato, Guanajuato, el 20 de enero de 1913 y falleció en México D. F. el 24 de diciembre de 1993. Considerado como uno de los compositores más prolíficos contemporáneos, autor de éxitos como Lo dudo, Rayito de Luna,[15] La corriente, Una copa más, Sin un amor, Perdida, Maldito corazón, Sin remedio, entre otros.
- Alfredo Gil: su nombre fue Alfredo Bojalil Gil, también conocido artísticamente como El Güero Gil (el Rubio). Creador y fundador principal del trío. Ejecutante del requinto y la tercera voz desde 1944 hasta su retiro en 1979. Nació en Teziutlán, Puebla, el 5 de agosto de 1915 y falleció en México D. F. el 10 de octubre de 1999. El requinto fue creado por él ante la necesidad de reforzar las introducciones y los pasajes sin voz de las canciones; afinado una cuarta más alta que la guitarra normal, se asemeja a una guitarra pequeña pero con un sonido más agudo, dando un excelente efecto y sonido musical a las interpretaciones.

- Hernando Avilés: su verdadero nombre era Herminio Avilés Negrón, fue la primera voz del trío desde 1944 a 1951 y luego de 1956 a 1958, nació el 1 de febrero de 1914 en San Juan, Puerto Rico y falleció en México D. F. el 26 de julio de 1986. Fue también integrante del trío Los Tres Reyes junto a los hermanos, Raúl y Gilberto Puente.

Alfredo Gil, tras su retiro, dejó en su lugar a su alumno Gabi Vargas, quien se íntegro en la última alineación junto con Chucho Navarro y Rafael Basurto Lara.
Después del fallecimiento de Chucho Navarro, Gabi Vargas heredó el nombre del trío Los Panchos de su maestro Alfredo Gil, y es él quien sigue el legado con una nueva alineación.

### Otros integrantes
Tras el alejamiento de Hernando Avilés, varios vocalistas más se unieron al trío en distintas épocas como primeras voces:
- Chucho Navarro Jr.: Fue convocado por su padre Chucho Navarro el cofundador de Los Panchos y Director del trío hasta su muerte el 24 de diciembre de 1993. Chucho Navarro Jr. participó haciendo la segunda voz y armonía, ya que aparte del gusto por la música romántica, también heredó la misma tesitura de voz de su padre. Hoy dirige el legado que le dejara su padre viajando por todo el mundo y cantando tan bellas canciones.
- Raúl Shaw Moreno: seudónimo de Raúl Alberto Shaw Boutier, primera voz del trío entre 1951 y 1952. Nació el 30 de noviembre de 1923 en Oruro, Bolivia. Luego de su alejamiento, integró el trío Los Peregrinos y luego Los Tres Caballeros junto a Roberto Cantoral y Benjamín ''Chamín'' Correa. Posteriormente, como solista, mantuvo una carrera como compositor, y realizó intervenciones fonográficas en México y Venezuela. Radicado en Argentina, falleció en Buenos Aires, el 14 de abril de 2003.

- Julito Rodríguez: fue la primera voz del trío desde 1952 hasta 1956. Nació en 1927 en Santurce, Puerto Rico. Durante su estancia con Los Panchos, Rodríguez descubrió el talento de Javier Solís, recomendándolo a la filial mexicana del sello Columbia Records. Compositor de éxitos como Mar y cielo, se retiró del grupo en 1956 formando más tarde el Trío Los Primos junto a Tatín Vale y Rafael Scharron, el cual fue rebautizado después como «Julito Rodríguez y su Trío». Posteriormente, formaría el trío Los Tres Grandes de 1975 a 1983. Permaneció en Puerto Rico junto a su esposa, donde falleció el 27 de julio de 2013.

- Johnny Albino: su verdadero nombre era Juan Antonio Albino Ortiz, y nació el 19 de diciembre de 1919 en Yauco, Puerto Rico. Con su trío San Juan fue rival de Los Panchos pero en 1958 formó parte del trío como primera voz, hasta 1966. Compuso temas como Carilú, que le escribiera a la hija de Chucho Navarro; Flor sin color y La distancia nos separa. Su alejamiento se produjo en medio de graves desavenencias caracterizadas por demandas legales de ambas partes. Albino murió en la ciudad de Nueva York el 7 de mayo de 2011.

- Enrique Cáceres: fue primera voz del trío de 1966 a 1971, nació un 2 de mayo de 1935. Cáceres, quien anteriormente había sido primera voz de Los Tecolines y del Trío Las Sombras, también se destacó como compositor con temas como Niñería, Adulterio y Amigo cantinero. A pesar de su registro de tenor y de haber grabado varios temas, no convenció a los seguidores del trío, pues sentían que no se identificaba con el estilo cultivado por el grupo. Es de destacar que cuando Enrique Cáceres fue reemplazado por su sucesor Ovidio Hernández, hubo una etapa de transición durante la cual el Trío Los Panchos alternó las dos primeras voces. Luego de su retiro definitivo continuó con su carrera como solista. Falleció el 22 de agosto de 2011.

- Ovidio Hernández: fue primera voz del trío de 1971 a 1976. Nació en Poza Rica, Veracruz, México. Hernández, quien anteriormente había sido primera voz del Trío Los Astros y del Trío Los Galantes, fue autor de las canciones Ah, que gente, Escoria, Camina, Perderás, perderás y Por fuera y por dentro. Debido a un cuadro de meningitis falleció en México D. F. el 27 de septiembre de 1976, siendo el primero de los integrantes que fallece aún perteneciendo al grupo.
- Rafael Basurto Lara: nació en Tlapa, estado de Guerrero, México el 15 de abril de 1941. Ingresó al trío en noviembre de 1976, siendo el último en llevar la primera voz original del Trío Los Panchos, aún vigente en el año 2020.[16]

- Eydie Gormé
- Gigliola Cinquetti
- Estela Raval
- María Martha Serra Lima
- Mari Trini

## Discografía
- 194? - La Palma (Los Panchos Trio con Orquesta Viva América de Alfredo Antonini y John Serry Sr.)[17]
- 1945 – Mexicantos
- 1950 – Los Panchos Favorites
- 1953 – Boleros Selectos, Vol. 1
- 1955 – Boleros Selectos, Vol. 2
- 1955 – Así Cantan Los Panchos
- 1956 – Canciones Para Una Noche de Lluvia
- 1956 – Vaya Con Dios
- 1956 – Canciones del Corazón
- 1956 – South Of The Border
- 1956 – Mexican Holiday
- 1957 – Eva Garza
- 1958 – Un Minuto de Amor
- 1959 – Trío Los Panchos Y Chucho Martínez Gil
- 1959 – Siete Notas de Amor
- 1960 – Los Panchos Con Johnny Albino Cantan
- 1961 – Ciudadanos del Mundo
- 1961 – Ceguera de Amor
- 1961 – Los Panchos En Japón
- 1962 – Época de Oro
- 1962 – Cantan Tangos
- 1962 – Noche de Tokyo
- 1962 – Guty Cardenas
- 1962 – El Pecador
- 1962 – México Canta
- 1962 – Favoritos Latinos
- 1963 – A Mi Madrecita
- 1963 – Cantan a Paraguay
- 1963 – Pedro Flores
- 1963 – Los Panchos Sing Great Love Songs In English
- 1964 – Caminemos
- 1964 – Amor (Eydie Gormé)
- 1965 – More Amor (Eydie Gormé)
- 1965 – El Pescador de Estrellas
- 1965 – Obsesión
- 1965 – Los Panchos En Persona
- 1965 – Horas Nuestras
- 1966 – Que No Te Cuenten Cuentos
- 1966 – Celoso
- 1966 – Blanca Navidad (Eydie Gormé)
- 1967 – Los Panchos En Estéreo, Vol. 1
- 1967 – Con Éxitos de Armando Manzanero
- 1967 – En Venezuela
- 1967 – El Trío Los Panchos With The Jordanaires
- 1968 – Los Panchos En Estéreo, Vol. 2
- 1968 – El Trío Los Panchos y Armando Manzanero
- 1968 – Los Panchos y Gigliola Cionquetti
- 1968 – Con Mariachi
- 1970 – Liliana
- 1970 – Los Panchos En Japón, Vol. 2
- 1970 – Los Panchos Cantan a Agustín Lara
- 1970 – Eydie Gorme Canta en español
- 1970 – Trío Los Panchos
- 1970 – Cuatro Vidas (Eydie Gormé)
- 1971 – Volví La Espalda
- 1971 – Voces Internacionales Con Los Panchos
- 1971 – Basura
- 1971 – Háblame
- 1972 – Lo Dudo
- 1972 – Frío En El Alma
- 1972 – Martha (Estela Raval)
- 1972 – Quiero
- 1972 – Cantan al Perú
- 1972 – Adulterio
- 1972 – La Hiedra
- 1973 – El Tiempo Que Te Quede Libre
- 1973 – Tú Me Acostumbraste (Estela Raval)
- 1974 – Gil, Navarro Y Hernández
- 1974 – Yo Lo Comprendo
- 1976 – Cantan a Latinoamérica
- 1976 – Sabor a Mi
- 1977 – Si Tú Me Dices Ven (Lodo)
- 1981 – España En La Voz de Los Panchos
- 1982 – Los Panchos En Brasil
- 1985 – Homenaje a Carlos Gardel
- 1985 – La Nave del Olvido
- 1989 – Esencia Romántica
- 1990 – Love Songs Of The Tropics ( C)
- 1990 – Todo Panchos: Las 24 Grandes Canciones
- 1990 – Todo Panchos 2: Si Tú Me Dices Ven (Lodo)
- 1991 – Siglo Veinte
- 1991 – Interpretan a Ernesto Lecuona
- 1991 – Triunfamos
- 1991 – Hoy
- 1992 – Latin American Favourites
- 1993 – Los Panchos Y Sus Voces
- 1993 – Eydie Gorme Y Los Panchos  – 24 Grandes Canciones
- 1994 – Leyendas Los Panchos, Vol. I
- 1994 – Leyendas Los Panchos, Vol. 2
- 1995 – Los Panchos Cantan a La Mujer Deseada
- 1995 – Los Panchos: Cantan a Gardel (Con Estela Raval, Eydie Gormé y Gigliola Cinquetti)
- 1997 – Inolvidable (José Luis Rodríguez)
- 1997 – Amor Sin Palabras
- 1999 – Inolvidables Vol. 2 - Enamorado de Ti (José Luis Rodríguez)
- 1999 – Caminemos
- 1999 – Serenade Trío Los Panchos
- 1999 – Grandes Éxitos
- 2000 – Mil Años Más De Amor
- 2001 – Inolvidable Vol.3 – Algo Contigo (José Luis Rodríguez)
- 2001 – Mari Trini con Los Panchos
- 2005 – Insaciable
- 2006 – Ebrio de Amor
- 2006 – Alma Vanidosa
- 2007 – Amor de Bolero
- 2009 – Enamorado
- 2010 – María Elena y Otros Éxitos
- 2011 – Los Panchos y Las Canciones de Álvaro Carrillo
- 2012 – Los Panchos Cantan En Inglés
- 2013 – A Su Manera
- 2013 – Bésame Mucho
- 2013 – Las Siete Primeras Voces
- 2013 – Trío Los Panchos y Ellas